# Ciclu estral
Ciclul estral reprezintă ansamblul modificărilor periodice ale uterului și vaginului la femelele mamifere, sub influența hormonilor ovarieni.
Aceasta culminează cu atingerea estrului (numit popular călduri), fază a acestui ciclu caracterizat prin maxim al receptivității față de mascul și al dorinței de împerechere, iar din punct de vedere fiziologic prin faptul că mucoasa uterului permite fixarea ovulului fecundat.
Nu trebuie confundat cu ciclul menstrual, care este caracteristic speciei umane.
După frecvența ciclurilor sexuale, mamiferele se clasifică în:
- monoestrice (monociclice): un singur ciclu de călduri pe an - animalele sălbatice;
- diestrice: două cicluri de călduri pe an, de exemplu femela la câine;
- poliestrice (policiclice)
  - de tip continuu: vaca, scroafa;
  - de tip sezonier: iapa, oaia, capra, pisica.

## Fazele ciclului sexual
- proestru: inițierea foliculogenezei, clinic femela manifestă un interes crescut pentru mascul.
- estru: se dezvoltă foliculii dominanți și se secretă estrogenii, care induc receptivitatea sexuală. Intensitatea maximă a modificărilor comportamentale este înregistrată în apropierea momentului ovulației și poate continua 1-2 zile după ovulație.
- ovulație: se eliberează ovulul apt pentru fecundare. Ovulația se poate produce spontan sau poate fi provocată neuroreflex prin act sexual, ca de exemplu la pisică, iepuroaică.
- metestru: se formează corpul galben și se pregătește endometrul în vederea producerii nidației.
- diestru: corpul galben ajunge la eflorescență, această glandă endocrină atingând maximul sintezei.
- anestru: perioada de repaus sexual.